# شانت کندریان
شانت کندریان ( انگلیسی: Shant Kenderian؛ زادهٔ ۱۹۶۳) مهندس ارمنی‌تبار اهل ایالات متحده آمریکا است. وی در جریان جنگ خلیج فارس اسیر شد.

## زندگی‌نامه
وی در ۱۹۶۳ در بغداد به دنیا آمد در ۱۹۷۸ هنگامی که وی تنها ۱۴ سال سن داشت والدینش از همدیگر جدا شدند وی و همراه مادرش به ایالات متحده آمریکا مهاجرت نمود و از فارغ‌التحصیل گشت. در سپتامبر ۱۹۸۰ درست قبل از ۱۷ سالگرد تولدش برای دیدار با پدر به بغداد بازگشت. .

## کتابش‌شناسی
- 1001 Nights in Iraq: The Shocking Story of an American Forced to Fight for Saddam Against the Country He Loves. (2007) Atria. ISBN 978-1-4165-4019-9.